# あゝ水戸浪士
「あゝ水戸浪士」（ああみとろうし）は、1966年7月10日に日本クラウンより発売された北島三郎の46枚目のシングル。

## 概要
福井県敦賀市と茨城県水戸市との姉妹都市提携1周年を記念して制作された曲である。
幕末に尊王攘夷派である水戸藩の武士たちが起こした天狗党の乱について歌った曲である。
作曲は日本クラウン専属の作曲家であり、敦賀市出身である山崎正清が担当している。
北島三郎「尾道の女」(CMG-32)のソノシートには「ああ水戸浪士」として収録されている。
B面の「松原音頭」は葵ひろ子とのデュエットである。

## 収録曲
- 両曲共に、作詞：星野哲郎／作編曲：山崎正清

1. あゝ水戸浪士（3分47秒）
2. 松原音頭（4分17秒）